# Melissa Benoist
Melissa Marie Benoist (* 4. října 1988, Houston, Texas, Spojené státy americké) je americká herečka a zpěvačka, která se proslavila rolí Marley Rose v seriálu stanice Fox, Glee. V roce 2014 si zahrála ve filmu Whiplash, který získal tři Oscary a dvě další neproměněné nominace. V lednu 2015 bylo oznámeno, že získala roli Kary Zor-El v seriálu stanice CBS, Supergirl.

## Životopis
Melissa Benoist je dcera Jima a Julie Benoist, narodila se Houstonu, v Texasu a vyrostla v Denveru, v Coloradu. Má čtyři sestry a tři bratry. Odmaturovala na Arapahoe High School v Centennialu v roce 2007 a na Marymount Manhattan College v New Yorku v roce 2011 získal titul bakaláře umění a divadelního umění.

## Kariéra
Debutová role přišla s filmem Tennessee v roce 2008. V květnu 2012 podstoupila konkurz do seriálu stanice Fox, Glee a získala roli Marley. V červenci 2013 byla obsazena do filmu Danny Collins společně s Al Pacinem nebo Jennifer Garnerovou. V říjnu 2014 měl premiéru film Whiplash, ve kterém hrají Miles Teller nebo J. K. Simmons. Film získal několik nominací, včetně nominace na Oscara v kategorii nejlepší film.
V lednu 2015 bylo oznámeno, že získala hlavní roli Kary Zor-El v seriálu stanice CBS, Supergirl. V květnu 2015 nahradila Lily Collins a Nicolu Peltz ve filmu Lowriders. Objevila se ve filmu Druhá míza, po boku Al Pacina a Jennifer Garnerové, který měl premiéru 20. března 2015. V srpnu 2015 získala hlavní roli v dramatu Oxford, se Samem Heughanem v hlavní roli. V lednu 2016 udílela jednu z cen na People's Choice Awards a též uváděla po boku Granta Gustina jednu z cen na 73. ročníku udílení Zlatých glóbů. V červnu téhož roku byla jednou z tváří kampaně organizace Human Rights Campaign, která vydala video vzdávající čest obětem masakru v Orlandu. Benoist a další vyprávěli příběhy zabitých lidí.

## Osobní život
V roce 2012 začala chodit se svým kolegou z Glee, Blakem Jennerem. Dvojice oznámila zasnoubení dne 11. července 2013 a v březnu 2015 byl oznámen jejich sňatek. Benoist řekla, že jsou svoji už „déle než si všichni myslí“, některé zdroje hovoří o tom, že se vzali již v roce 2013. Nicméně v prosinci 2016 podala žádost o rozvod, důvodem byly „neslučitelné rozdíly“.
Na začátku roku 2019 se zasnoubila se svým hereckým kolegou ze seriálu Supergirl Chrisem Woodem a v září 2019 byl pár oddán. V září 2020 se páru narodil syn Huxley Robert.

## Filmografie

### Film
| Rok  | Název                       | Role                  |
| ---- | --------------------------- | --------------------- |
| 2008 | Tennessee                   | Laurel (osmnáctiletá) |
| 2014 | Whiplash                    | Nicole                |
| 2015 | Druhá míza                  | Jamie                 |
| 2015 | Nejdelší jízda              | Marcie                |
| 2015 | Band of Robbers             | Becky Thatcher        |
| 2016 | Low Riders                  | Lorelai               |
| 2016 | Den patriotů                | Katherine Russell     |
| 2017 | Juvenile                    | Jennifer              |
| 2017 | Sun Dogs                    | Tally Petersen        |
| 2017 | Billy Boy                   | Jennifer              |
| 2019 | The Stew                    | Susan                 |
| 2019 | Jay a mlčenlivý Bob: Přeprc | Chronic               |

### Televize
| Rok           | Název                                     | Role                                   | Poznámky                                                |
| ------------- | ----------------------------------------- | -------------------------------------- | ------------------------------------------------------- |
| 2010          | Zákon a pořádek: Zločinné úmysly          | Jessalyn Kerr                          | díl: „Tanec smrti“                                      |
| 2010          | Spravedlnost v krvi                       | Renee                                  | díl: „Výsadní postavení“                                |
| 2010          | Zákon a pořádek: Útvar pro zvláštní oběti | Ava                                    | díl: „Voda“                                             |
| 2010          | Dobrá manželka                            | Molly                                  | díl: „Devět hodin“                                      |
| 2011          | Ve jménu vlasti                           | Stacy Morton                           | 2 díly                                                  |
| 2012–2014     | Glee                                      | Marley Rose                            | Vedlejší role (4. řada), hlavní role (5. řada), 27 dílů |
| 2013          | Masterchef                                | ona sama                               | 4. řada, 10. díl                                        |
| 2015–2021     | Supergirl                                 | Kara Zor-El/Supergirl                  | hlavní role                                             |
| 2016–2019     | The Flash                                 | Kara Danvers/Supergirl                 | 5 dílů                                                  |
| 2016–2020     | Arrow                                     | Kara Danvers/Supergirl                 | 5 dílů                                                  |
| 2016–2020     | Legends of Tomorrow                       | Kara Danvers/Supergirl                 | 3 díly                                                  |
| 2017–2018     | Freedom Fighters: The Ray                 | Overgirl                               | 8 dílů                                                  |
| 2018          | Waco                                      | Rachel Koresh                          | mini-seriál                                             |
| 2019          | Batwoman                                  | Kara Danvers/Supergirl                 | díl: „Crisis on Infinite Earths: Part Two“              |
| 2020          | Robot Chicken                             | Laura/Malorie Hayes/Glenova spolužačka | mini-seriál                                             |
| bude oznámeno | The Girls on the Bus                      | Sadie McCarthy                         | díl: „Episode #1.1“                                     |

### Divadlo
| Rok  | Název                                        | Role               | Poznámky                        |
| ---- | -------------------------------------------- | ------------------ | ------------------------------- |
| 2000 | Za zvuků hudby                               | Brigitta von Trapp | Country Dinner Playhouse        |
| 2003 | Za zvuků hudby                               | Liesl von Trapp    | Littleton Town Hall Arts Centre |
| 2006 | Bye Bye Birdie                               | Kim McAfee         | Littleton Town Hall Arts Centre |
| 2006 | A Month in the Country                       | Vera               | Littleton Town Hall Arts Centre |
| 2006 | A Chorus Line                                | Bebe               | Littleton Town Hall Arts Centre |
| 2007 | Popelka                                      | Popelka            | Littleton Town Hall Arts Centre |
| 2007 | Footloose                                    | Ariel              | Littleton Town Hall Arts Centre |
| 2007 | Evita                                        | Peronova milenka   | Country Dinner Playhouse        |
| 2009 | Thoroughly Modern Millie                     | Millie Dilmount    | Marymount Manhattan College     |
| 2009 | Jak se vám líbí                              | Rosalinda          | Marymount Manhattan College     |
| 2011 | The Unauthorized Biography of Samantha Brown | Kelly              | Goodspeed Musical               |

## Ocenění a nominace
| Rok  | Ocenění                 | Kategorie                                              | Práce     | Výsledek  |
| ---- | ----------------------- | ------------------------------------------------------ | --------- | --------- |
| 2013 | Teen Choice Awards 2013 | Průlomová hvězda                                       | Glee      | nominace  |
| 2016 | Cena Saturn             | Průlomový výkon                                        | Supergirl | vítězství |
| 2016 | Cena Saturn             | Nejlepší herečka v televizním seriálu                  | Supergirl | nominace  |
| 2016 | Cena Saturn             | Objev roku                                             | Supergirl | vítězství |
| 2017 | Cena Saturn             | Nejlepší ženský herecký výkon v hlavní roli (televize) | Supergirl | vítězství |
| 2017 | Teen Choice Awards      | Nejlepší televizní herečka (akční)                     | Supergirl | vítězství |
| 2017 | Teen Choice Awards      | Nejlepší polibek                                       | Supergirl | nominace  |
| 2017 | Teen Choice Awards      | Nejlepší televizní pár                                 | Supergirl | nominace  |